# Eustáquio van Lieshout

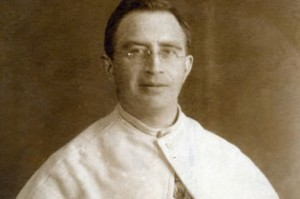
Eustáquio van Lieshout

Eustáquio van Lieshout SSCC (bürgerlicher Name: Hubert van Lieshout) (* 3. November 1890 in Aarle-Rixtel, Niederlande; † 30. August 1943 in Belo Horizonte, Brasilien) war ein niederländischer Ordenspriester, der lange in Brasilien gewirkt hat und dort auch Bekanntheit erlangte. Er wurde 2006 von der katholischen Kirche seliggesprochen.

## Leben
Unter dem Eindruck der Lektüre einer Biographie von Damian de Veuster trat Hubert van Lieshout 1905 dem Orden der Arnsteiner Patres bei, nahm den Ordensnamen Eustachius an, und wurde im Jahr 1919 zum Priester geweiht. Zunächst wirkte er in Belgien, bis er im Jahr 1925 zur Mission nach Brasilien geschickt wurde. Als Pfarrer in diversen Gegenden konnte er viele Menschen bekehren. Er heilte viele von Krankheiten, wodurch bald Massen seine Heilige Messen besuchten. Seine Oberen wurden misstrauisch und schickten ihn im Jahr 1942 als Pfarrer nach Belo Horizonte, wo er am 30. August 1943 verstarb.
Eustaquio van Lieshout wurde am 15. Juni 2006 in Minas Gerais, Brasilien, seliggesprochen. Sein Gedenktag in der Liturgie ist der 30. August.